# Francisco Javier Comesaña
Francisco Javier Comesaña Concheiro, nació en la Habana en 1944 y murió en El Escorial el 8 de abril de 2011. Fue un violinista gallego.

## Trayectoria
Hijo de Francisco Comesaña Rendo, exiliado republicano en México, comenzó sus estudios musicales en el Conservatorio Nacional de México. Continuó su formación en el Conservatorio Chaikovsky de Moscú con Igor Bezrodny.
Entre 1974 y 2003 fue profesor de la Orquesta Sinfónica de Radiotelevisión Española. Fue uno de los integrantes del "Cuarteto Hispánico-Numen", con el que estrenó el Concierto para flauta y sexteto de cuerda de Cristóbal Halffter tocando con los Stradivarius de la colección de la Casa Real.
Actuó como solista con diferentes orquestas en España, México, Canadá y Rusia, entre las cuales se encuentra la Orquesta Filarmónica de la Universidad Nacional de México, la Orquesta Sinfónica de Galicia y la Orquesta Sinfónica Portuguesa.
Estrenó en España el Concierto número 2 y la Sonata para violín y piano de Dmitrii Shostakovich, el Concierto número 3 y el Concierto número 4 de A. Schnittke y el Offertorium de Sofiia Gubaidulina.
También fue profesor en el Conservatorio de San Lorenzo de El Escorial. Entre sus alumno encontramos: Ana Comesaña, Joaquín Torre, Blai Justo...